# Jean-François Pilâtre de Rozier
Jean-François Pilâtre de Rozier (30. března 1754 v Metách – 15. června 1785 u Wimereux, Pas-de-Calais) byl francouzský fyzik a průkopník letectví.

## Život
Jean-Francois byl synem Magdeleine Walmardové a Mathurina Pilastre, přezdívaného „du Rosier“, který byl bývalým vojákem a usadil se v Metách jako hostinský. Mladý Pilastre studoval chemii a v 18 letech odešel do Paříže, kde si poněkud změnil jméno a získal přízeň králova bratra. Roku 1781 založil první technické muzeum, kde konal fyzikální a chemické pokusy. Na něho se obrátili bratři Montgolfierové o posouzení jejich převratného objevu. 
A tak první historicky ověřený let člověka letadlem lehčím vzduchu se zdařil 15. října roku 1783 tehdy 26letému fyzikovi de Rozierovi v balonu plněném horkým vzduchem, sestrojeným bratry Montgolfiery (montgolfiéra). Balon dosáhl výšky 26 metrů a byl upoután k zemi lany (tzv. ballon captif). Již 21. listopadu téhož roku následoval první volný let balonem, který absolvoval Pilâtre de Rozier s baronem Francoisem d´Arlandes. Let trval 25 minut – start byl v zahradě loveckého královského zámku La Muette (dnes v Paříži), trasa vedla východním směrem v délce 12 km přes řeku Seinu a přistání proběhlo na okraji Paříže.

## Tragická smrt
Rozier pak vyvinul svůj systém balonu: tzv. roziéru. Byla to kombinace balonu plněného vodíkem (tzv. charliéry) a montgolfiéry. Tento realizovaný nápad se mu stal osudným, když 15. června 1785 s ním startoval z Boulogne-sur-Mer s úmyslem přeletět kanál La Manche do Velké Británie. Asi po pěti kilometrech vzduchoplavby ve výši cca 900 metrů došlo ke vznícení vodíku v náplni balonu a jeho explozi. Rozier a jeho společník Pierre Romain při pádu na zem přišli o život. Stali se tak prvními oběťmi letectví.

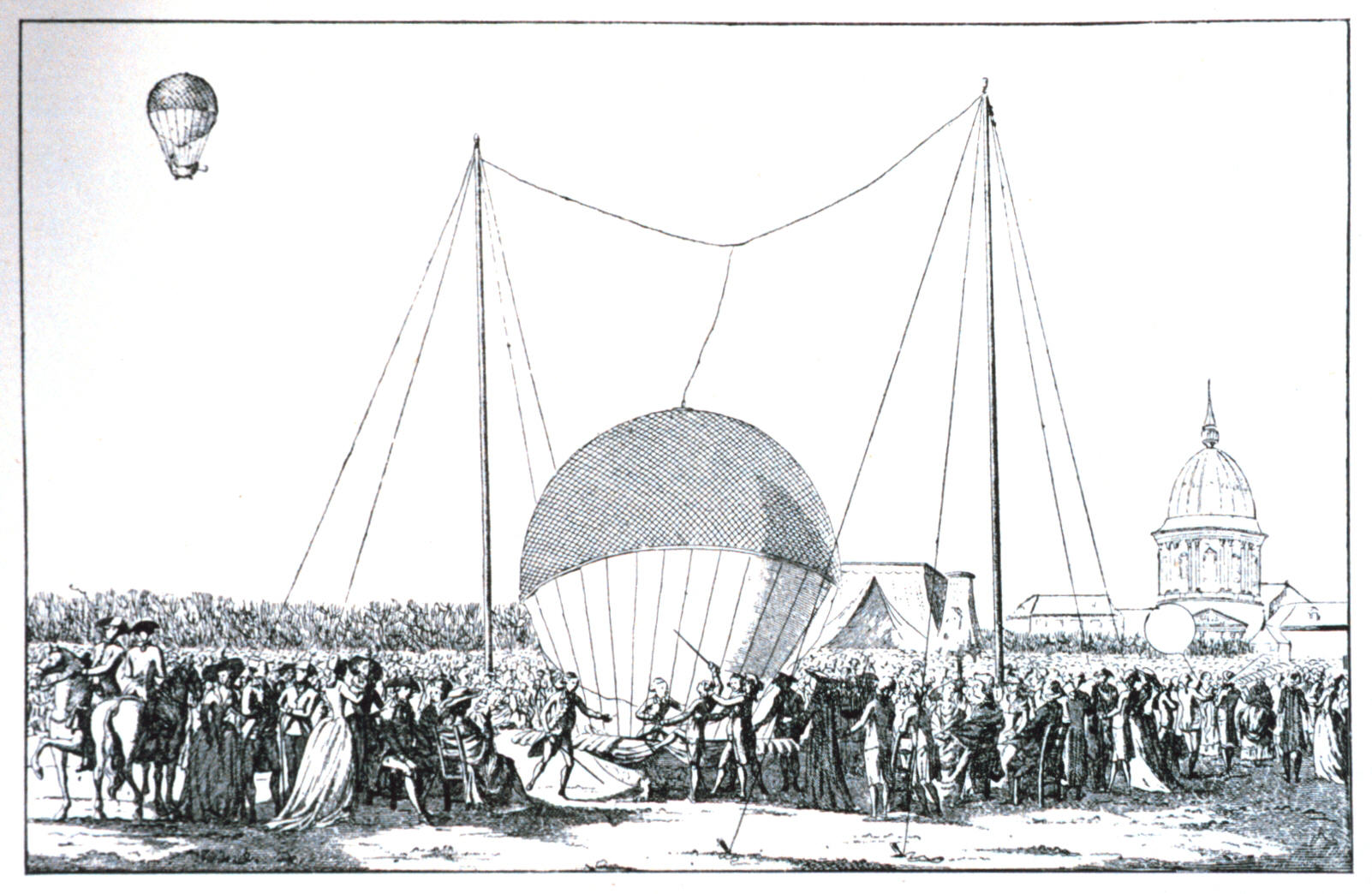
První vzlet balonu (ballon captif) uskutečněný 15. října 1783 baronem d'Arlandes a Pilatrem de Rozier
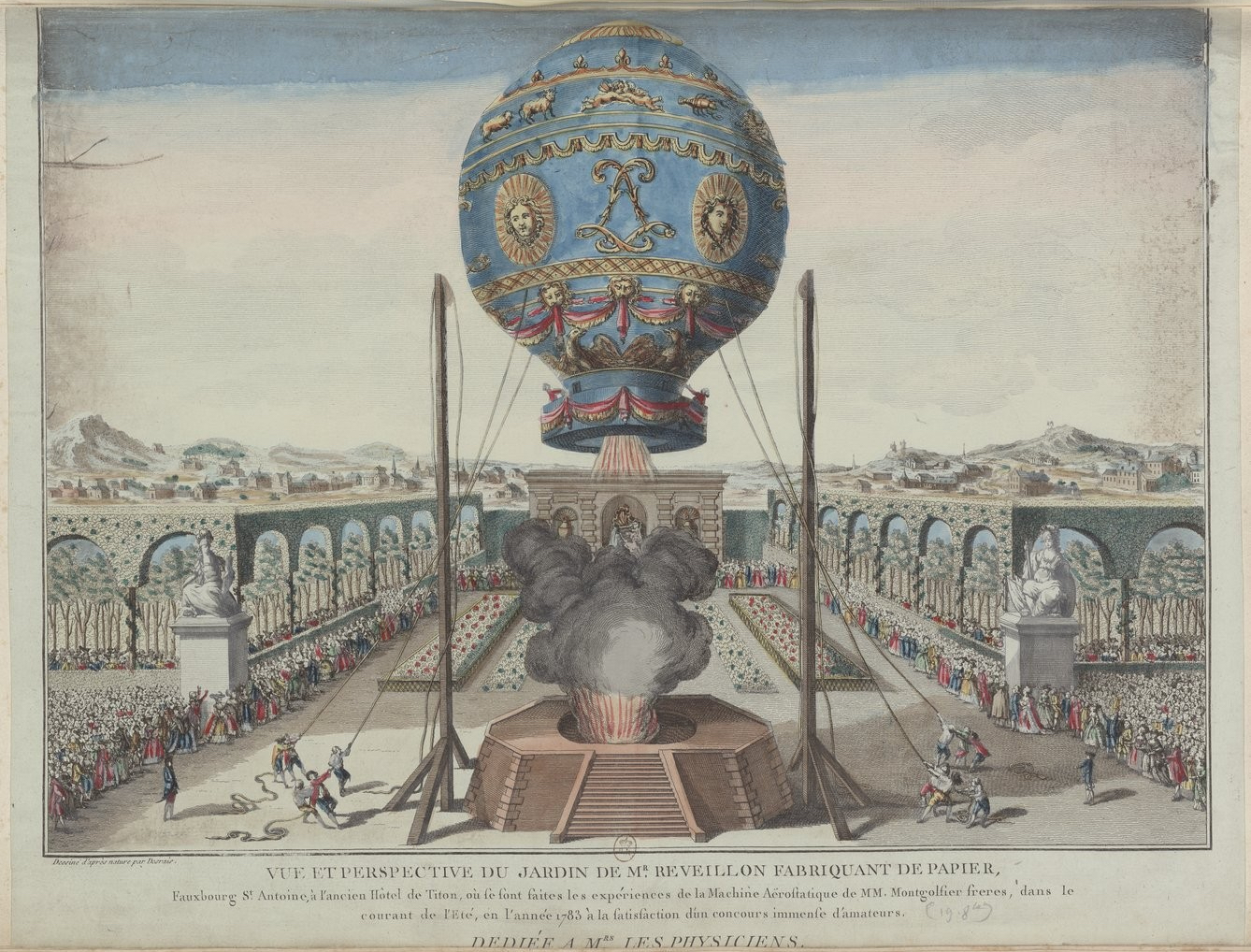
První vzlet uvázané montgolfiery (ballon captif), prvními letci jsou Jean-François Pilâtre de Rozier a Pierre Romain
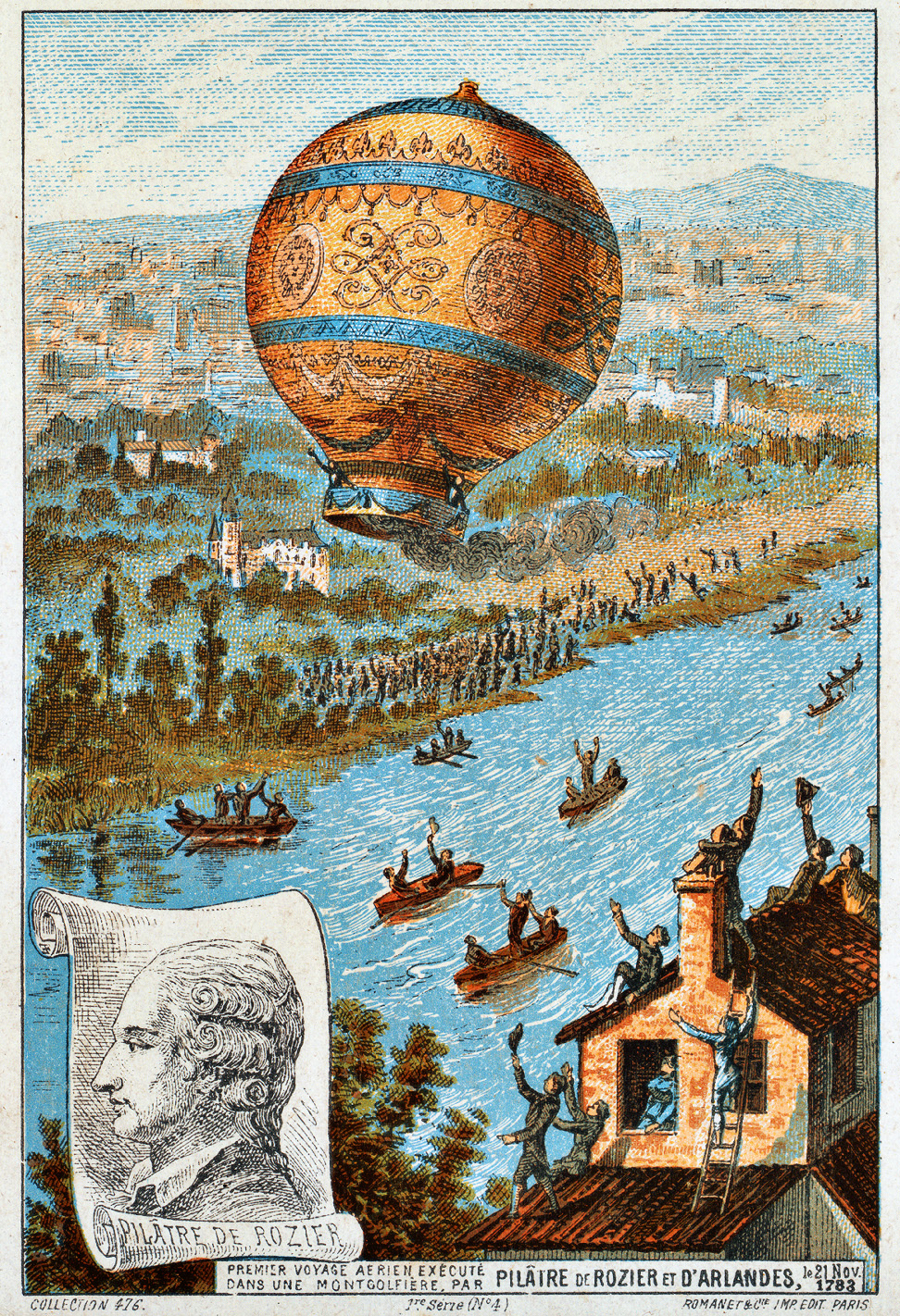
První volný let balonu – Rozier a baron d'Arlandes, 21. listopad 1783
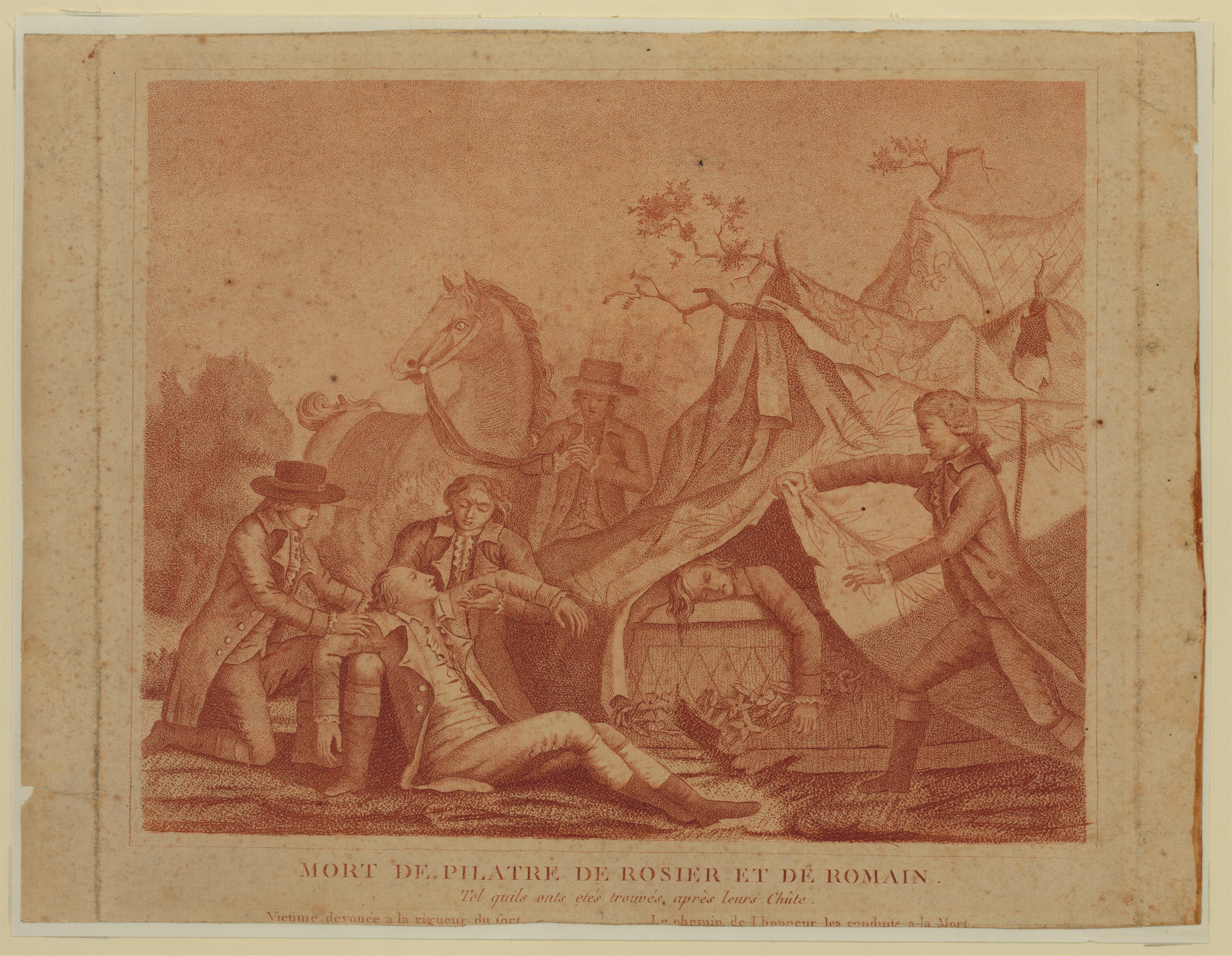
První oběti letectví – Jean-François Pilâtre de Rozier a Pierre Romain, 15. červen 1785
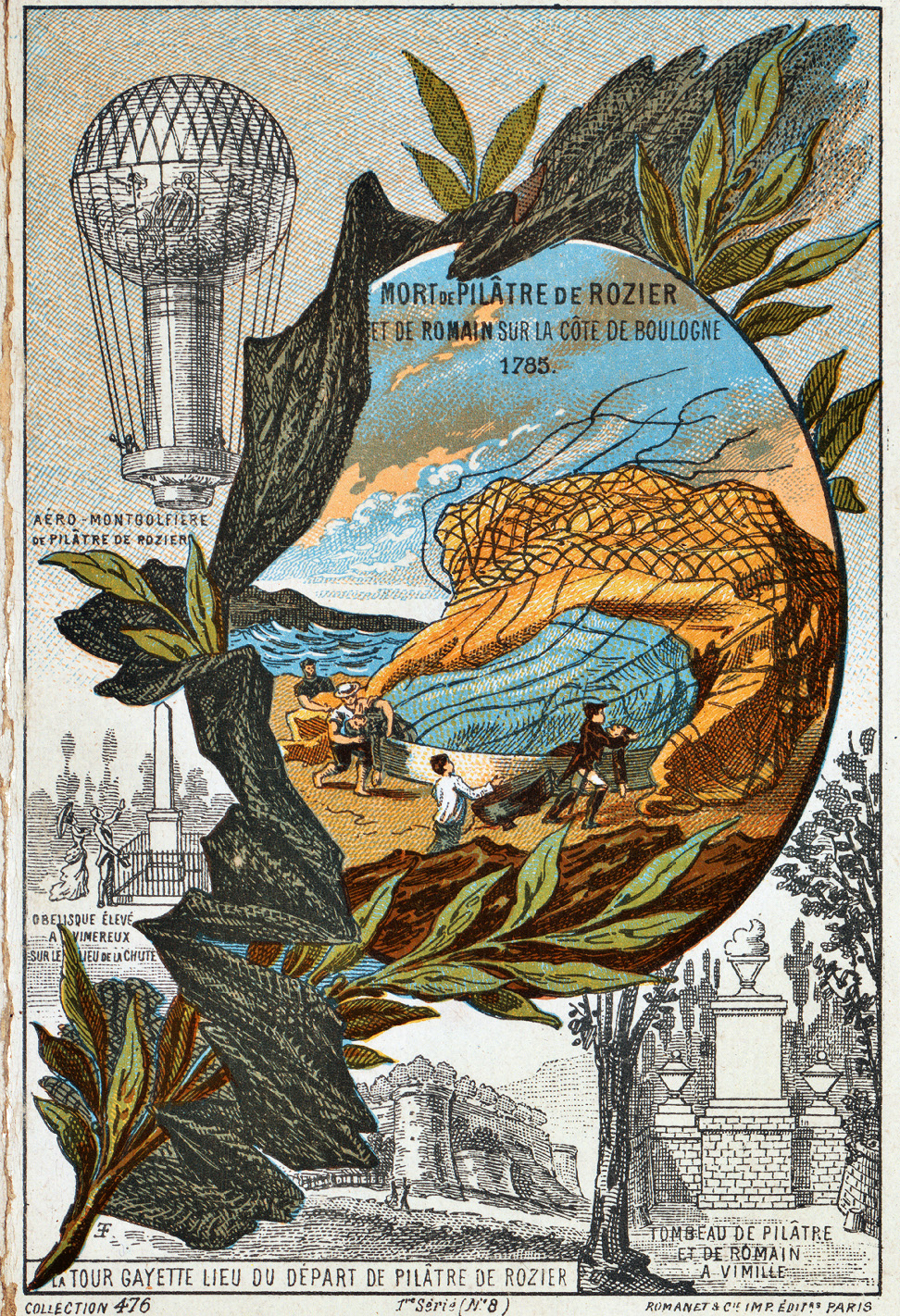
Tragická nehoda Jean-François Pilâtra de Rozier a Pierra Romaina